# De Vloek
De Vloek was een kraakpand in Scheveningen. Het bevond zich in het Havenkwartier op een schiereiland dat vroeger het eiland Vloek of Vlook werd genoemd toen het nog een arbeiderswijk was. 
Het pand werd in 2002 gekraakt en huisvestte enkele bedrijven, kunstenaars, een botenwerkplaats, het biologische veganistische restaurant dat eerder in De Blauwe Aanslag gevestigd was en de concertzaal El Lokal Pirata of Piratenbar, waar in 2011 Typhoon en Boef en de Gelogeerde Aap optraden. In 2012 werd een graffitimuurschildering gemaakt van 60 bij 7 meter, waarop ook de Utrechtse kabouter afgebeeld staat.
In 2015 zegde de gemeente Den Haag de in 2003 aangeboden gebruiksovereenkomst op om plaats te maken voor een zeilcentrum. Partij voor de Dieren, SP en GroenLinks waren tegen de ontruiming omdat er andere ruimte in de straat leegstaat, waaronder reeds een zeilcentrum, en vanwege het unieke karakter van de vrijplaats. De VVD en het CDA waren voor ontruiming, omdat deze stelden dat de verloederde uitstraling de ontwikkeling van het gebied tegengaat. Uit protest tegen de ontruiming werd de Pier van Scheveningen enkele uren gekraakt. De Vloek kreeg van de gemeente vervangende ruimte aangeboden in Moerwijk.